# Afzelia quanzensis
Afzelia quanzensis är en ärtväxtart som beskrevs av Friedrich Welwitsch. Afzelia quanzensis ingår i släktet Afzelia och familjen ärtväxter. Inga underarter finns listade i Catalogue of Life.